# CV-185
CV-185 (Villarreal - Burriana, en valenciano y oficialmente Vila-real - Borriana), carretera valenciana que comunica la N-340 a la altura del Villarreal con la CV-185 al oeste de Burriana.

## Nomenclatura
La carretera CV-185 pertenece a la red de carreteras de la Generalidad Valenciana. Su nombre está formado por el código CV, que indica que es una carretera autonómica de la Comunidad Valenciana y el dígito 185, número que recibe según el orden de nomenclaturas de las carreteras de la CV.

## Trazado actual
Comienza en la N-340 (circundando Villarreal) y tres kilómetros más al sureste, termina enlazando con la CV-18 (circundando Burriana). Sobre todo en verano, es una vía que soporta mucho tráfico, ya que permite unir Villarreal con las costas y playas de Burriana.

## Recorrido
| Velocidad | Esquema                                                        | Esquema | Esquema                   | Notas |
| --------- | -------------------------------------------------------------- | ------- | ------------------------- | ----- |
|           | Villarreal estación FFCC                                       |         |                           |       |
|           | N-340 Villarreal sur - Nules A-7 Valencia hospital de la Plana |         | N-340 Castellón           |       |
| Genérica  | Comienzo de la carretera CV-15                                 |         | Fin de la carretera CV-15 |       |

## Futuro de la CV-185
- Existe un proyecto futuro de construir una segunda calzada, y convertirla en carretera doble.
- Existe otro proyecto de construcción de un bulevar con zonas de ocio compartidas entre los dos municipios.

- Datos: Q8254162